# Jürgen Klopp
Jürgen Norbert Klopp (* 16. Juni 1967 in Stuttgart), Spitzname „Kloppo“, ist ein ehemaliger Fußballspieler und -trainer. Seit Januar 2025 ist er als Global Head of Soccer für die Red Bull GmbH tätig.
Nach mehreren kurzen Stationen im Amateurfußball war Klopp von 1990 bis 2001 als Spieler für den Zweitligisten FSV Mainz 05 aktiv und ab 2001 als Trainer. Er führte den Klub 2004 erstmals in die Bundesliga. 2008 wechselte er zu Borussia Dortmund. Mit dem BVB wurde er im Jahr 2011 Deutscher Meister und gewann 2012 das Double. Außerdem erreichte er zwei weitere Pokalendspiele und 2013 das Finale der Champions League.
Von Oktober 2015 bis Mai 2024 war Klopp Cheftrainer des FC Liverpool. Mit dem Verein gewann er acht Titel, darunter 2019 die Champions League und 2020 die erste englische Meisterschaft seit 1990.

## Jugend
Jürgen Klopp wurde am 16. Juni 1967 in Stuttgart geboren. Er ist mit seinen Eltern Elisabeth und Norbert, einem Fischer-Handelsvertreter, sowie zwei älteren Schwestern in der Gemeinde Glatten im Nordschwarzwald aufgewachsen. Durch seinen sportbegeisterten Vater, der ihn als Kind förderte und forderte, kam Klopp zum Fußball und spielte zunächst für die Jugendmannschaften des SV Glatten. In seinem Heimatverein fiel er als Torjäger auf und bekam aufgrund seiner Körpergröße den Spitznamen „der Lange.“ 1983 schloss sich Klopp dem 30 Kilometer entfernten TuS Ergenzingen an, der für seine gute Nachwuchsarbeit in Baden-Württemberg bekannt war. Als Schüler besuchte Klopp das Eduard-Spranger-Wirtschaftsgymnasium in Freudenstadt und legte dort 1986 das Abitur ab.

## Spielerkarriere

### Amateur
Nach einem kurzen Engagement beim 1. FC Pforzheim, wechselte Klopp 1987 auf Betreiben Dietrich Weises zu den Amateuren von Eintracht Frankfurt. Zusätzlich betreute er 1987/88 die D-Jugend der Eintracht und entwickelte großes Interesse am Trainerberuf. Der Sprung in den Profikader gelang dem Offensivspieler allerdings nicht und nach nur einem Jahr schloss er sich für eine Ablösesumme von 8.000 D-Mark dem Oberligisten Viktoria Sindlingen an. Klopp spielte jeweils eine Saison für Sindlingen sowie Rot-Weiss Frankfurt in der Oberliga Hessen. Unter Trainer Dragoslav Stepanović gewann er mit Rot-Weiss 1989/90 die Hessen-Meisterschaft, jedoch scheiterten sie in der folgenden Aufstiegsrunde zur 2. Bundesliga.
Parallel zu seiner Spielerkarriere absolvierte Klopp ein Studium der Sportwissenschaften an der Johan Wolfgang Goethe-Universität in Frankfurt am Main, das er 1995 mit einem Diplom abschloss. Das Thema seiner Diplomarbeit lautet: „Walking –  Bestandsaufnahme und Evaluationsstudie einer Sportart für alle.“

### 1. FSV Mainz 05
Während der Aufstiegsrunde wurden die Verantwortlichen des FSV Mainz 05 auf Klopp aufmerksam und verpflichteten den 23-jährigen Stürmer für die bevorstehende Zweitliga-Saison. Damit erhielt Klopp im Sommer 1990 einen Profivertrag. Der Neuzugang fand sich bei den Rheinhessen auf Anhieb gut zurecht und traf in seiner Debütsaison (1990/91) in 33 Einsätzen zehnmal, womit er großen Anteil am respektablen achten Platz des Aufsteigers hatte. Ein besonderes Spiel war der 5:0-Auswärtssieg über Rot-Weiß Erfurt am 13. August 1991, in welchem Klopp vier Tore erzielte. Mit den Mainzern kämpfte er in den folgenden Jahren vornehmlich um den Klassenerhalt und Klopps Rolle innerhalb der Mannschaft wurde immer defensiver. Aus dem Sturm rückte er zunächst ins Mittelfeld, bevor er als dynamischer Rechtsverteidiger seine stärkste Position fand. Er war weniger ein filigraner Techniker, dafür agierte „Kloppo“ mit großer Power und war über Jahre ein wichtiger Baustein der Mannschaft. Großen Einfluss auf seine Entwicklung hatte Trainer Wolfgang Frank, der als einer der Ersten in Deutschland die Raumdeckung, das ballorientierte Spiel und eine Viererkette einführte. Hinsichtlich taktischer Vorgaben auf dem Spielfeld, galt Klopp als „verlängerter Arm“ des Trainers. Nicht zuletzt wegen dieser modernen Systemumstellung spielte der Abstiegskandidat in der Saison 1996/97 um den Bundesliga-Aufstieg, den sie erst am letzten Spieltag durch eine 4:5-Niederlage gegen den VfL Wolfsburg verpassten.
Erst während seiner letzten Profisaison (2000/01) wurden Klopps Einsätze sporadischer und am 25. Februar 2001 bestritt er gegen die SpVgg Greuther Fürth (1:3-Niederlage) sein letztes Spiel. Insgesamt kommt Klopp in knapp elf Jahren auf 325 Ligaspiele und ist damit Zweitliga-Rekordspieler des FSV Mainz 05. Dabei erzielte er 52 Tore, eine Marke, die nur von Sven Demandt übertroffen wird.

## Karriere als Trainer

### 1. FSV Mainz 05

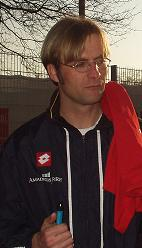
Jürgen Klopp bei Mainz 05 (2004)

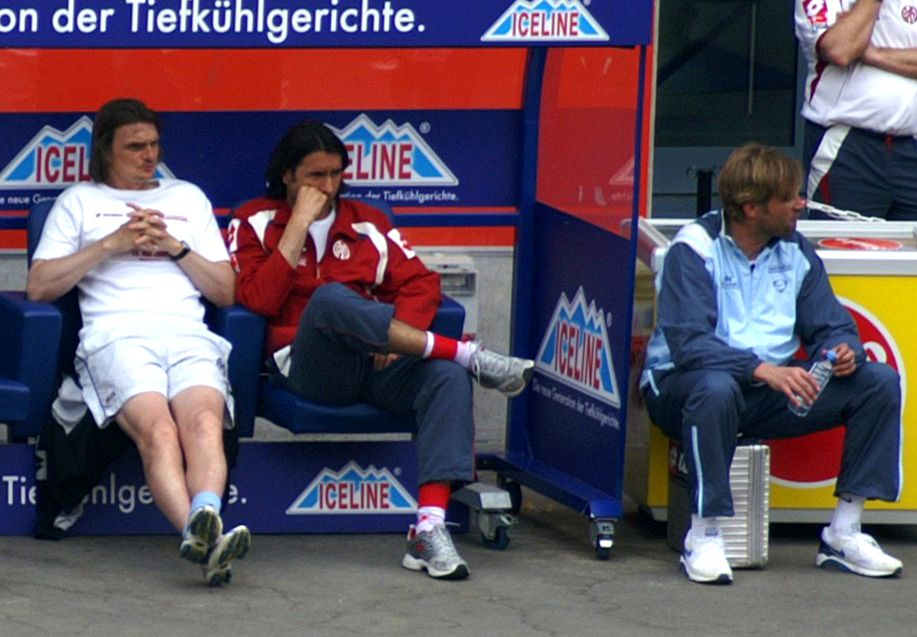
Jürgen Klopp (rechts) neben Stephan Kuhnert (links) und Željko Buvač (2006)

Am 23. Spieltag der Saison 2000/01 belegte der FSV Mainz 05 einen Abstiegsplatz und hatte seit sieben Partien nicht mehr gewonnen. Die Klubführung reagierte auf die sportliche Krise, indem sie Trainer Eckhard Krautzun nach der Niederlage in Fürth entließ – der fünfte Trainerwechsel in zwölf Monaten. In Anbetracht leerer Vereinskassen ernannten Präsident Harald Strutz und Manager Christian Heidel kurzerhand den noch aktiven Spieler Jürgen Klopp am 27. Februar 2001 zum Interimstrainer. Da der mittlerweile 33 Jahre alte Klopp wenige Tage zuvor noch selbst gespielt hatte, kam seine Berufung für die Öffentlichkeit überraschend und er galt als „Notlösung.“ Doch Heidel war von der empathischen Art des Abwehrspielers überzeugt. Ihm fehlte zwar die nötige Trainerlizenz, allerdings beschäftigte sich der studierte Sportwissenschaftler bereits intensiv mit Spielsystemen, Fußballtaktik und brachte durch seine Ausbildung, in Bezug auf Trainingslehre, ein gewisses Rüstzeug mit.

„In vielen Bereichen war ich schon vorher der Chef, ohne es sein zu wollen. Ich war einer der ältesten Spieler in der Mannschaft und habe da schon einfach mehr geregelt. Wenn die Jungs nicht genug gelaufen sind, hab' ich ihnen das auch damals schon gesagt und habe wilde Auseinandersetzungen mit besten Freunden auf dem Platz gehabt.“

Klopps erste Partie als Trainer war ein 1:0-Heimsieg über den MSV Duisburg am 28. Februar 2001. Von Beginn an zeichnete sich seine besondere Begabung ab, ein großer Menschenfänger werden zu können. Klopp besaß Charisma und wie kaum ein Zweiter konnte er eine Gruppe zusammenhalten, einschwören und auf schwierige Aufgaben vorbereiten. Taktisch folgte Klopp der Spielidee seines Lehrmeisters Wolfgang Frank. Unter der Leitung ihres neuen Cheftrainers gewannen die Mainzer sechs der ersten sieben Ligaspiele und legten den Grundstein zum Klassenerhalt. Die anfängliche Skepsis war verflogen und die 05er landeten auf dem 14. Tabellenplatz.
Klopp wurde nach Ende der Saison zum Cheftrainer verpflichtet. Er verpasste mit dem Verein in den Saisons 2001/02 und 2002/03 als jeweils Tabellenvierter knapp den Aufstieg in die 1. Bundesliga. 2001/02 fehlte den Mainzern ein Punkt zu den Aufstiegsrängen, 2002/03 war die Tordifferenz um ein Tor zu niedrig. In der Saison 2003/04 gelang der Aufstieg in die Bundesliga. Die beiden Spielzeiten 2004/05 und 2005/06 schloss Klopps Mannschaft jeweils mit dem elften Tabellenplatz ab.
Nach dem Bundesliga-Aufstieg mit Mainz 05 im Sommer 2004 holte Klopp, der zu diesem Zeitpunkt nur eine A-Lizenz als Trainer besaß, an der Sporthochschule Köln seine Lizenz als Fußballlehrer nach.
Vor Beginn der Saison 2005/06 erreichte Klopp mit dem 1. FSV Mainz 05 den bis dahin größten Erfolg des Vereins, als seine Mannschaft über die UEFA-Fair-Play-Wertung in die UEFA-Pokal-Qualifikation einzog. Dort gelangten die Mainzer gegen FK Mika Aschtarak aus Armenien mit 4:0 und 0:0 sowie gegen ÍB Keflavík aus Island mit 2:0 und 2:0 in die erste Runde des UEFA-Pokal-Wettbewerbs 2005/06, in der die Mannschaft gegen den späteren UEFA-Pokalsieger FC Sevilla mit 0:0 und 0:2 ausschied. In der Bundesligasaison 2006/07 stieg der 1. FSV Mainz 05 als Tabellen-16. wieder in die 2. Bundesliga ab.
Zum Ende der Saison 2007/08, im April 2008, kündigte Klopp an, seinen auslaufenden Vertrag im Fall des Nichtaufstiegs des 1. FSV Mainz 05 in die Bundesliga nicht zu verlängern. Am letzten Spieltag der Saison verpasste der Verein den Aufstieg in die Bundesliga knapp, so dass Klopp seine Tätigkeit als Trainer in Mainz zum 30. Juni 2008 beendete.

### Borussia Dortmund

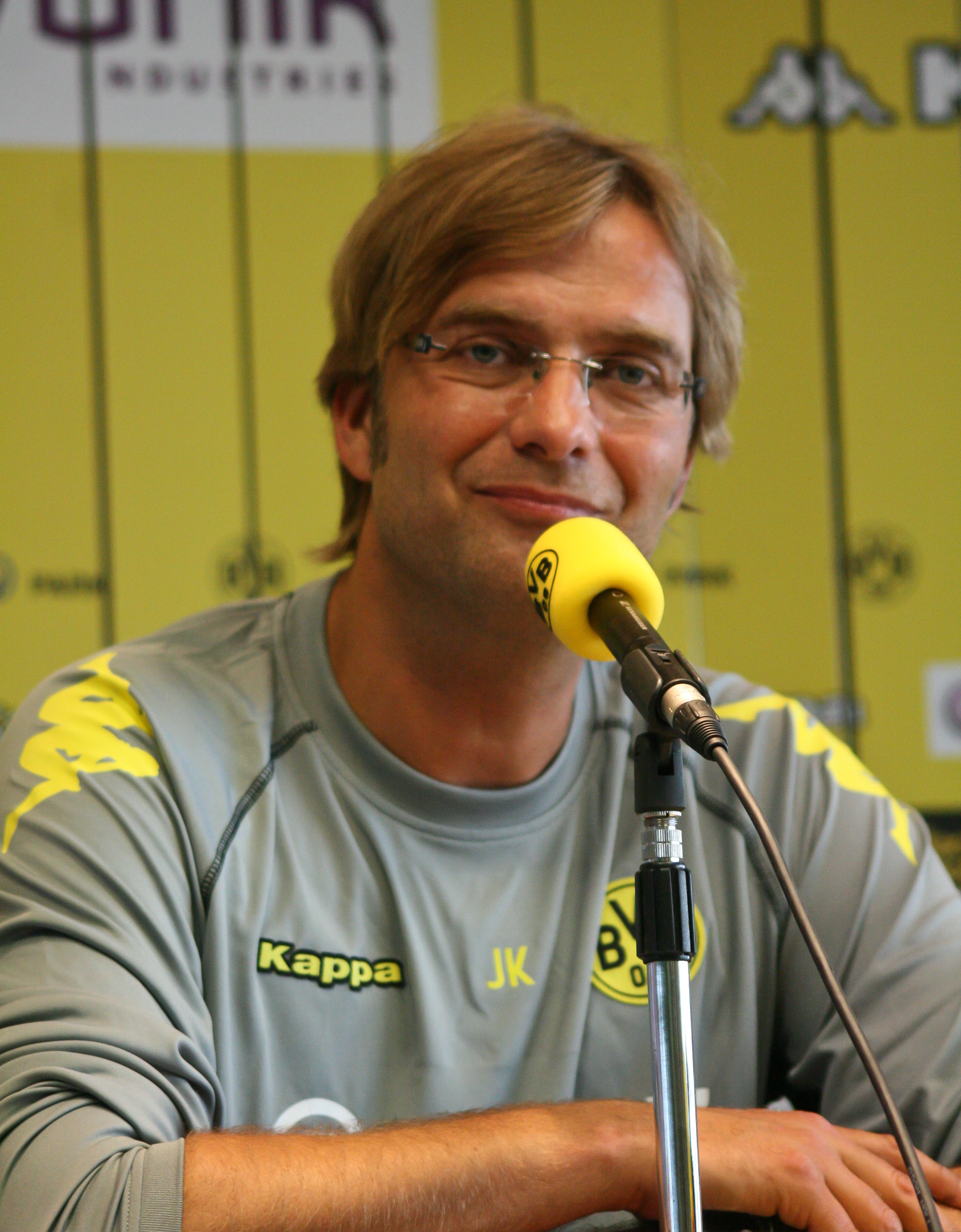
Jürgen Klopp als BVB-Trainer zu Beginn der Saison 2010/11

Ab dem 1. Juli 2008 trainierte Klopp den Bundesligisten Borussia Dortmund, der zu diesem Zeitpunkt und in den Spielzeiten zuvor nicht mehr im oberen Bereich der Tabelle platziert war, als Nachfolger von Thomas Doll. Ihm gelang es in der Folgezeit, den BVB wieder zu einem Spitzenverein des deutschen Fußballs zu formen. 2008/09 erreichte er am Ende der Saison mit seiner Mannschaft, die in der Vorsaison noch als Abstiegskandidat gegolten hatte, den sechsten Platz, womit der Verein die Teilnahme an einem europäischen Wettbewerb nur knapp verpasste. In der Saison 2009/10 qualifizierte sich die Mannschaft mit dem fünften Platz für die Europa League 2010/11. In den beiden Bundesligaspielzeiten 2010/11 und 2011/12 gewann Borussia Dortmund unter Klopp als Trainer die deutsche Meisterschaft. Dabei überschritt Dortmund 2012 mit 81 Punkten als erster Verein in der Bundesliga die 80-Punkte-Marke. Eine Woche später gewann seine Mannschaft durch einen 5:2-Sieg gegen den FC Bayern München im Olympiastadion Berlin auch den DFB-Pokal und damit das erste Double der Dortmunder Vereinsgeschichte. In den folgenden Saisons belegte der BVB jeweils den zweiten Platz hinter Bayern München und erreichte das Finale der Champions League 2012/13, welches mit 1:2 gegen den FC Bayern verloren wurde. In der Saison 2013/14 verlor Klopp mit dem BVB das DFB-Pokalfinale gegen Bayern München mit 0:2 n. V. in Berlin.
Im Januar 2012 verlängerten Klopp und Borussia Dortmund seine ursprünglich bis 2014 laufende Vertragslaufzeit bis zum Sommer 2016, im Oktober 2013 erneut bis 2018. Nach einer schwachen Hinrunde, an den Spieltagen 13 sowie 18 und 19 hatte man sogar den letzten Tabellenplatz belegt, vereinbarte Klopp im April 2015 mit dem Verein ein vorzeitiges Ende der Zusammenarbeit zum 30. Juni 2015. Am Ende der Saison 2014/15 qualifizierte sich der BVB als Siebter noch für den internationalen Fußball. Klopps letztes Spiel als Trainer des BVB war das Finale des DFB-Pokals am 30. Mai 2015, das seine Mannschaft mit 1:3 gegen den VfL Wolfsburg verlor.

### FC Liverpool

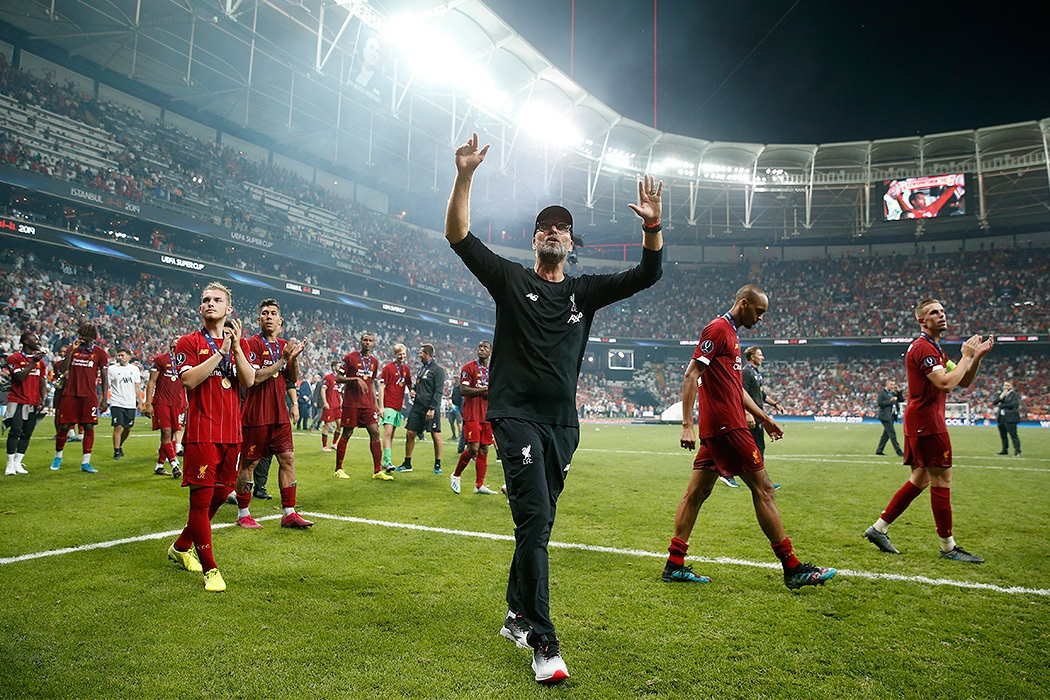
Klopp nach dem Spiel Liverpools gegen Chelsea, 2019, UEFA Super Cup

Am 8. Oktober 2015 übernahm Klopp das auf dem zehnten Tabellenplatz stehende Premier-League-Team des FC Liverpool vom zuvor entlassenen Brendan Rodgers. Er erhielt einen zunächst bis zum 30. Juni 2018 laufenden Dreijahresvertrag und brachte seinen Co-Trainer Željko Buvač sowie seinen Videoanalysten Peter Krawietz, mit denen er schon in Mainz und Dortmund zusammengearbeitet hatte, mit an die Anfield Road. Klopp war zu diesem Zeitpunkt nach Felix Magath, der von Februar bis September 2014 den FC Fulham trainiert hatte, erst der zweite deutsche Cheftrainer bzw. Teammanager in der Premier League. Am Ende der Saison 2015/16 erreichte er mit seiner Mannschaft den achten Platz in der Abschlusstabelle. Am 28. Februar 2016 stand Klopp mit seiner Mannschaft im Ligapokal-Endspiel im Wembley-Stadion gegen Manchester City, das im Elfmeterschießen verloren wurde. Ebenfalls mit einer Niederlage endete das Finalspiel der Europa League am 18. Mai 2016 in Basel mit 1:3 gegen den FC Sevilla.
Im Juli 2016 wurde Klopps Vertragslaufzeit bis zum 30. Juni 2022 verlängert. Als erster Deutscher wurde er am 14. Oktober 2016 zum Trainer des Monats der Premier League gewählt. Die Saison 2016/17 beendete Klopp mit seiner Mannschaft als Tabellenvierter. Die Saison 2017/2018 beendete der FC Liverpool erneut als Vierter und bestritt erfolgreich die Playoffs zur Champions League und erreichte am Ende der Saison schließlich das Finale. In einer Neuauflage des Europapokal der Landesmeister-Endspiels von 1981 unterlagen Klopp und seine Mannschaft dem zweifachen Titelverteidiger Real Madrid mit 1:3. Er verlor damit zum dritten Mal ein europäisches Pokalfinale.
In der Saison 2018/19 wurde Klopp mit dem FC Liverpool trotz 97 Punkten nur Zweiter hinter Manchester City. Noch nie hatte eine Mannschaft in der Premier League als Vizemeister mehr Punkte geholt. In der gesamten Spielzeit verlor das Team nur ein Spiel: am 21. Spieltag auswärts gegen Manchester City. Klopp erreichte mit seiner Mannschaft erneut das Finale der Champions League, das Liverpool am 1. Juni 2019 im Estadio Metropolitano in Madrid gegen Tottenham Hotspur 2:0 gewann. Am 14. August 2019 besiegte der FC Liverpool im Elfmeterschießen den FC Chelsea im UEFA Super Cup, den Klopp als erster deutscher Trainer gewann. Am 21. Dezember holte er mit dem FC Liverpool zum ersten Mal in der Vereinsgeschichte des Clubs die FIFA-Klub-Weltmeisterschaft mit einem 1:0-Sieg nach Verlängerung gegen Flamengo Rio de Janeiro.
Im Dezember 2019 wurde die Laufzeit seines Vertrags bis 2024 verlängert.
In der Saison 2019/20 enteilte der FC Liverpool in der Premier League der Konkurrenz. Erst am 28. Spieltag musste Klopps Mannschaft, die zuvor nur durch ein Unentschieden am 9. Spieltag bei Manchester United Punkte liegen gelassen hatte, beim Abstiegskandidaten FC Watford mit einem 0:3 die erste Saisonniederlage hinnehmen, was die erste Niederlage nach 44 Spielen bedeutete. Mit 18 Siegen in Folge teilt sich der FC Liverpool den Rekord mit Manchester City (2017). Im März wurde die Saison aufgrund der COVID-19-Pandemie unterbrochen. Nach 29 absolvierten Spielen stand der FC Liverpool mit 82 Punkten an der Tabellenspitze, der Zweitplatzierte Manchester City lag bei einem Spiel weniger 25 Punkte hinter den Reds. Nachdem der Spielbetrieb Mitte Juni mit Geisterspielen wieder aufgenommen worden war, wurde der FC Liverpool am 31. Spieltag – 7 Spieltage vor Saisonende – zum 19. Mal englischer Meister, was die nach Spieltagen früheste Meisterschaft der Premier-League-Geschichte bedeutete. Zuvor waren Manchester United 2001 und Manchester City 2018 jeweils 5 Spieltage vor Saisonende Meister geworden. Es war die erste Meisterschaft seit 1990 sowie die erste seit der Einführung der Premier League für den FC Liverpool. Der Verein schloss die Saison schließlich mit 99 Punkten (32 Siege, 3 Unentschieden und 3 Niederlagen) ab, womit man den Punkterekord von Manchester City aus der Saison 2017/18 um einen Punkt verpasste. Nach der Saison wurde Klopp zum FIFA-Welttrainer des Jahres und zum Premier League Manager of the Season gewählt.
In der Spielzeit 2020/21 misslang die Titelverteidigung, die Meisterschaft wurde nach einer Siegesserie zum Saisonende hin auf dem dritten Platz beendet, womit man die Qualifikation für die folgende Ausgabe der Champions League schaffte. Durch eine 1:3-Viertelfinalniederlage gegen Real Madrid kam man in der Champions League nach 2020 erneut nicht an die Höhen von 2018 und 2019 heran, als man jeweils das Finale erreicht hatte. Aus dem FA-Cup verabschiedete man sich in der vierten Runde nach einer 2:3-Niederlage gegen Manchester United und aus dem EFL-Cup schied man im Achtelfinale knapp im Elfmeterschießen gegen den FC Arsenal aus.
Die folgende Saison sah in allen Wettbewerben eine deutliche Leistungssteigerung gegenüber der vorherigen Spielzeit und sollte zu Klopps erfolgreichster seit dem Gewinn der englischen Meisterschaft zwei Jahre zuvor werden. In der Liga reichte es nach einem harten Kampf um die Meisterschaft zwar nur zum zweiten Platz hinter Titelverteidiger Manchester City und Pep Guardiola, dafür aber wurden sowohl der EFL-Cup als auch der FA-Cup gewonnen und damit das „Pokal-Double“. In beiden Endspielen wurde der FC Chelsea im Elfmeterschießen besiegt und Klopp wurde zum ersten deutschen Gewinner des FA-Cups. In der Champions League zog er mit Liverpool in sein insgesamt viertes Finale ein (Liverpool (3); Borussia Dortmund (1)). In diesem traf man auf Real Madrid, womit das Spiel zu einer Neuauflage der Endspiele von 1981 und 2018 wurde. Das Spiel in Paris ging mit 0:1 verloren. Durch die Niederlage wurde Klopp neben Marcello Lippi zum zweiten Trainer, der drei Champions-League-Endspiele verloren hat. Im April 2022 hatte er seine Vertragslaufzeit vorzeitig um zwei weitere Jahre bis 2026 verlängert.
In der Saison 2022/23 konnte Klopp mit den Reds nicht an die Leistungen aus der vorherigen Saison anknüpfen. Zunächst wurde im Juli der englische Supercup durch einen 3:1-Sieg über Manchester City gewonnen. In der Liga reichte es nach der Vizemeisterschaft im Jahr zuvor nur für den fünften Platz, womit man sich erstmals seit 2016 nicht für die Champions League qualifizierte. Im EFL-Cup verlor man im Achtelfinale gegen Manchester City und im FA-Cup in der fünften Runde gegen Brighton, womit in den nationalen Pokalwettbewerben die Titelverteidigung misslang. In der Champions League gingen die Leistungen nach dem knapp verlorenen Endspiel im Jahr zuvor spürbar zurück und man schied mit zwei Niederlagen (2:5 und 0:1) im Achtelfinale gegen Real Madrid aus.
Ende Januar 2024 kündigte Klopp seinen Abschied als Trainer des FC Liverpool zum Ende der Saison 2023/24 an. Er verliere zunehmend die Energie, um „diesen Job wieder und wieder“ zu machen, so Klopp. („I am running out of energy. I know that I cannot do the job again and again and again and again.“) Er kündigte zudem an, nie wieder einen anderen englischen Verein zu trainieren. Die Mannschaft spielte lange um die Meisterschaft, musste sich am Saisonende aber hinter Manchester City und dem FC Arsenal mit dem 3. Platz begnügen. In der Europa League scheiterte man im Viertelfinale an Atalanta Bergamo, im FA Cup ebenfalls im Viertelfinale an Manchester United. Somit war der Gewinn des EFL Cups im Februar 2024 Klopps achter und letzter Titel mit dem FC Liverpool.

Auf einem Trainerkongress in Würzburg im Juli 2024 sagte Klopp, er werde wohl nicht mehr als Trainer arbeiten.

„Stand heute war es das für mich als Trainer. Ich habe nicht aus einer Laune heraus aufgehört, das war eine generelle Entscheidung.“

## Funktionär bei Red Bull
Der österreichische Getränke-Konzern Red Bull bestätigte am 9. Oktober 2024, dass Jürgen Klopp den Posten als Global Head of Soccer übernehmen werde. Die Verpflichtung hatte Oliver Mintzlaff maßgeblich vorangetrieben und Klopp unterschrieb einen langfristigen Vertrag. Seine Arbeit nahm er zum 1. Januar 2025 offiziell auf.

„Nach fast 25 Jahren an der Seitenlinie könnte ich nicht aufgeregter sein, mich an einem Projekt wie diesem zu beteiligen. Ich will das unglaubliche Fußballtalent, das uns zur Verfügung steht, weiterentwickeln, verbessern und unterstützen (...) Ich sehe meine Rolle in erster Linie als Mentor für die Trainer und das Management der Red Bull-Klubs, aber letztlich bin ich ein Teil einer Organisation, die einzigartig, innovativ und zukunftsorientiert ist. Wie gesagt, das könnte mich nicht mehr begeistern.“

Klopp ist für das internationale Netzwerk aller Red Bull-Fußballklubs verantwortlich und nimmt damit eine übergeordnete Rolle ein. Seine strategische Aufgabe besteht darin, die Spielphilosophie von RB Leipzig, RB Salzburg und den New York Red Bulls weiterzuentwickeln. Ebenso soll er sein Netzwerk im Scouting und bei der Auswahl von Trainern und Talenten einbringen, wovon auch RB Ōmiya Ardija in Japan und Red Bull Bragantino in Brasilien profitieren sollen. Seine Engagement stößt insbesondere bei Anhängern seiner langjährigen Vereine Mainz 05 und Borussia Dortmund auf Kritik. Der Kritikpunkt: Der Brausekonzern kaufe sich mit seinen Millionen den Erfolg, der Fußball diene allein zur Werbung für einen Energydrink.

## TV-Experte

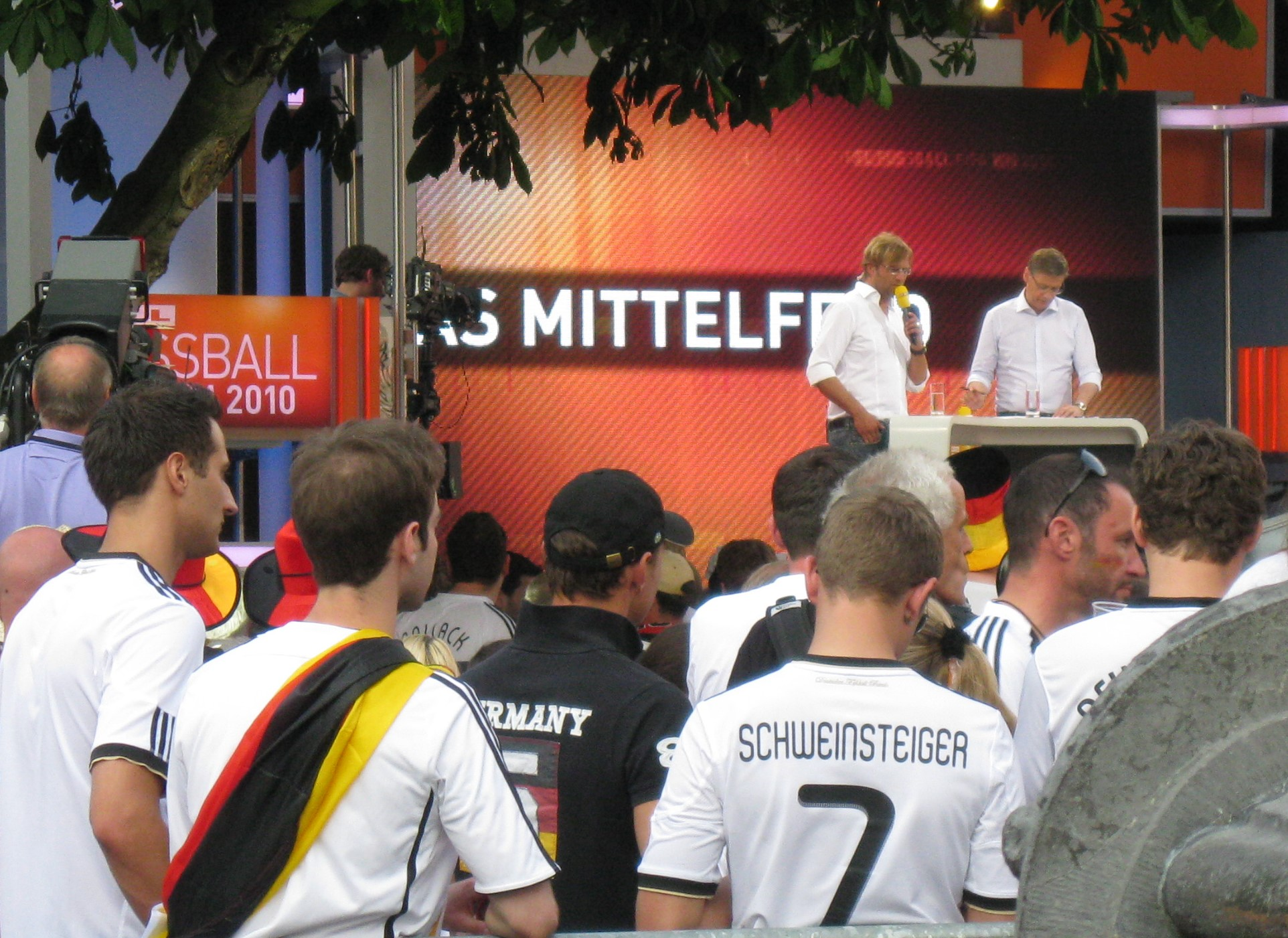
WM 2010: Jürgen Klopp und Günther Jauch bei der RTL-Fernsehübertragung des Viertelfinales Deutschland – England am 27. Juni 2010 vom Aachener Marktplatz

Zwischen 2005 und 2008 arbeitete Klopp neben seiner Trainertätigkeit als Experte bei Fußballübertragungen im ZDF. Neben Johannes B. Kerner, Urs Meier und Franz Beckenbauer analysierte er u. a. Spiele der WM 2006 sowie der EM 2008. Dabei bediente er sich eines elektronischen „Taktik-Tischs.“ Damit analysierte Klopp Spielszenen, wies mit virtuellen Markierungen auf taktische Fehler im Aufbau hin und veranschaulichte, wie daraus früh abgefangene Angriffe oder Gegentore resultierten. Die Form der medialen Aufbereitung der Spielabläufe war im deutschen Fernsehen neu. Gemeinsam mit Kerner und Meier bekam er dafür und für die fachkundige, unterhaltsame Fußballerklärung am 20. Oktober 2006 den Deutschen Fernsehpreis in der Kategorie „Beste Sportsendung“ verliehen.
Während der WM 2010 war er an der Seite von Günther Jauch als Experte bei den Fußballübertragungen von RTL im Einsatz und gewann erneut den Fernsehpreis in der genannten Kategorie.

## Öffentliche Wahrnehmung und Kontroversen
Klopp erfreut sich aufgrund seines authentischen Auftretens überdurchschnittlicher Popularitätswerte, ist aufgrund dessen in der Vergangenheit und Gegenwart Werbeträger mehrerer großer Firmen gewesen, so u. a. für die Deutschen Vermögensberatung (DVAG), Hamburg-Mannheimer sowie Opel oder Erdinger Weißbräu.
Darüber hinaus ist Klopp für sein leidenschaftliches und zuweilen unkontrolliertes Verhalten während und nach Spielen an der Seitenlinie und in Interviews bekannt. In der Geschichte der Fußball-Bundesliga wurde kein anderer Trainer häufiger aus dem Innenraum verwiesen oder mit Geldstrafen belegt. Besondere Aufmerksamkeit erhielten insbesondere die nachfolgend aufgeführten Situationen und Verstöße:
- Als Trainer des FSV Mainz 05 beschimpfte Klopp den Schiedsrichter Thorsten Kinhöfer am 18. März 2007 mit „Du Idiot“, wofür er zu einer Geldstrafe von 12.500 € verurteilt wurde.[66] Für weitere Entgleisungen im Zusammenhang mit Schiedsrichtern wurden gegen Klopp in seiner Zeit als Trainer von Mainz und Dortmund Geldstrafen in Höhe von insgesamt 45.500 € verhängt.[67]
- Im Gruppenspiel der Champions League 2013/14 erzielte die SSC Neapel gegen Borussia Dortmund nach einer Ecke den Führungstreffer zum zwischenzeitlichen 1:0. Der kopfballstarke Innenverteidiger Neven Subotić war kurz zuvor außerhalb des Spielfeldes behandelt worden und wurde vom Schiedsrichter – trotz Reklamationen der Dortmunder Bank – nicht rechtzeitig zur Verteidigung des Eckballs wieder aufs Feld gelassen. Daraufhin „explodierte“ Klopp an der Seitenlinie und ging den vierten Offiziellen mit gefletschten Zähnen an.[68] Er wurde daraufhin des Innenraumes verwiesen und von der UEFA für zwei Spiele gesperrt.[69]
- In der Bundesliga-Rückrunde der Saison 2013/14 kam es zu verbalen Scharmützeln zwischen Matthias Sammer – seinerzeit Sportvorstand des FC Bayern München – und Klopp, wobei der damalige ZDF-Experte Oliver Kahn Klopps Aussagen als „respektlos und unverschämt“ kommentierte.[70][71][72] Nach dem Viertelfinaleinzug des BVB in der Champions League begegneten sich Kahn und Klopp am 19. März 2014 im ZDF-Studio, wo die Stimmung zwischen beiden spürbar angespannt war.[67] Bereits zwei Wochen später war Klopp nach der 0:3-Niederlage des BVB im Viertelfinal-Hinspiel gegen Real Madrid erneut zu Gast im ZDF-Studio und geriet diesmal mit dem Moderator Jochen Breyer aneinander, der ihm offensichtlich die Chance auf eine Wende im Rückspiel und einen Halbfinaleinzug absprach. Klopp warf daraufhin das Mikrofon demonstrativ auf den Tisch und verließ entnervt das Studio.[73] Der damalige ZDF-Sportchef Dieter Gruschwitz entschuldigte sich daraufhin telefonisch bei Klopp, auch Breyer räumte ein, dass seine Frage deplatziert gewesen sei.[74][75]
- Beim Derby des FC Liverpool gegen den FC Everton der Saison 2018/19 erzielte Liverpool in der 90+6. Minute den Siegtreffer, woraufhin Klopp trotz des noch nicht beendeten Spiels über das halbe Spielfeld jubelnd zu seinem Torhüter Alisson stürmte und anschließend eine Geldstrafe von umgerechnet 9.200 € zahlen musste.[76][77][78] Die Geldstrafe wurde in der Öffentlichkeit indes weitgehend verständnislos aufgenommen, so unter anderem von David Beckham.[79]
- Anfang Februar 2019 kam Liverpool über ein 1:1 gegen West Ham United nicht hinaus. Klopp äußerte sich daraufhin in mehreren Interviews negativ über die Leistung des Schiedsrichters, die seiner Ansicht nach von Konzessionsentscheidungen geprägt war. Er wurde daraufhin von der FA mit einer Geldstrafe von 52.000 € belegt, weil er nach Auffassung des englischen Fußballverbandes die Integrität des Schiedsrichters in Frage gestellt habe.[80]
- Im November 2020 spielte Liverpool 1:1 gegen Brighton & Hove Albion. Klopp legte sich nach Abpfiff mit einem Reporter des Senders BT Sport an und kritisierte den engen Terminplan in der Premier League. Außerdem attackierte er Chris Wilder, den Trainer von Sheffield United, der ihn zuvor als Egoisten bezeichnet hatte.[81]

Aufgrund seiner Erfolge als Trainer widmeten ihm die Fans des FC Liverpool einen eigenen Song.
In Campinos autobiographischem Buch Hope Street schildert der Sänger der Punk-Rock-Band Die Toten Hosen sein Kennenlernen und seine Freundschaft mit Jürgen Klopp. Zudem wird Klopp in einer Zeile des Lieds Alle sagen das der Toten Hosen erwähnt, in dem sein Trainer-Nachfolger bei FSV Mainz 05 und Borussia Dortmund, Thomas Tuchel, mit ihm verglichen wird. Der Song befindet sich auf dem am 27. Mai 2022 erschienenen Best-of-Album Alles aus Liebe: 40 Jahre Die Toten Hosen.

## Erfolge und Auszeichnungen

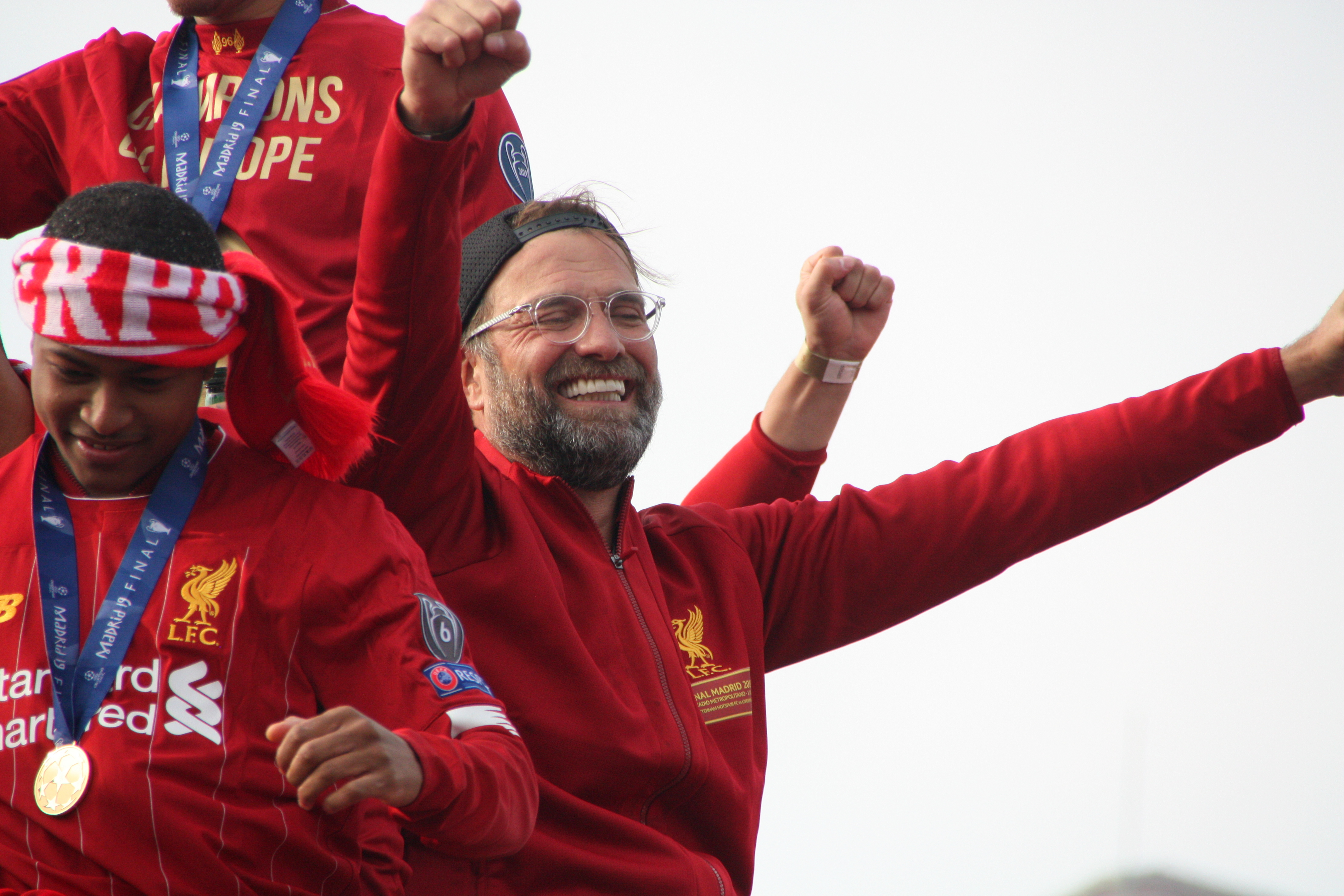
Klopp nach dem Gewinn der Champions League (2019)

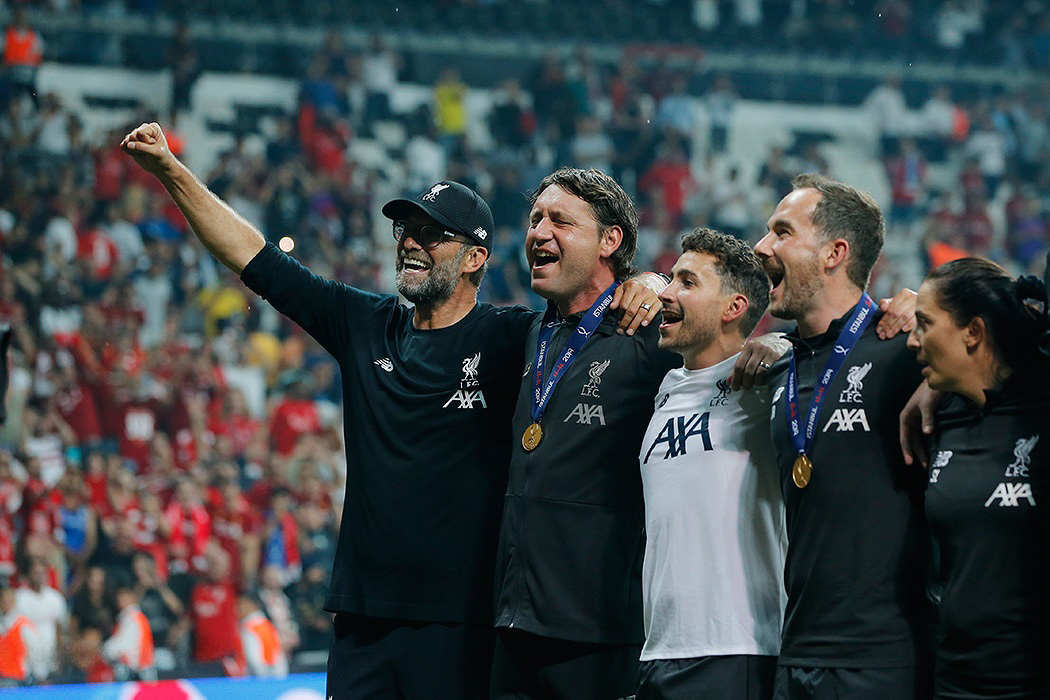
Klopp nach dem Gewinn des UEFA Super Cups (2019)

### Als Spieler
- Badischer Pokalsieger: 1987 (1. FC Pforzheim)

### Als Trainer
International
(alle FC Liverpool)
- Champions-League-Sieger: 2019
- Klub-Weltmeister: 2019
- UEFA-Super-Cup-Sieger: 2019

Deutschland
- Meister (2): 2011, 2012 (beide Borussia Dortmund)
- Pokalsieger: 2012 (Borussia Dortmund)
- Supercupsieger (2): 2013, 2014 (beide Borussia Dortmund)
- Aufstieg in die Bundesliga: 2004 (1. FSV Mainz 05)

England
(alle FC Liverpool)
- Meister: 2020
- Pokalsieger: 2022
- Ligapokalsieger (2): 2022, 2024
- Supercupsieger: 2022

### Auszeichnungen
- Englands Fußballtrainer des Jahres (2): 2020, 2022
- Premier League Manager of the Season (2): 2020, 2022
- FIFA-Welttrainer des Jahres (2): 2019, 2020
- Deutschlands Fußballtrainer des Jahres (3): 2011, 2012, 2019
- VDV-Trainer der Saison (1): 2010/11
- Premier League Manager of the Month (10): September 2016, Dezember 2018, März 2019, August 2019, September 2019, November 2019, Dezember 2019, Januar 2020, Mai 2021, Januar 2024
- Deutscher Fernsehpreis (2):
  - 2006: in der Kategorie „Beste Sportsendung“ für die Kommentierung der Fußball-WM 2006 im ZDF (gemeinsam mit Johannes B. Kerner und Urs Meier)
  - 2010: in der Kategorie „Beste Sportsendung“ für die Berichterstattung bei der Fußball-WM 2010 auf RTL (gemeinsam mit Günther Jauch)
- Herbert-Award (Kategorie „Bester Sportexperte“) (3): 2007, 2009, 2011
- Brillenträger des Jahres: 2008
- Das goldene k – Kicker-Trainer des Jahres (5): 2005, 2011, 2012, 2014, 2015
- Mainzer Medienpreis 2018[84]
- Onze d’or (1): 2019
- Sport Bild Award – Trainer des Jahres: 2019
- Goldene Henne 2019 in der Kategorie Sport
- IFFHS Weltklubtrainer (1): 2019[85]
- World-Soccer-Trainer des Jahres: 2019
- Verdienstorden des Landes Baden-Württemberg: 2020, überreicht 2024[86]
- Ehrenbürger der Stadt Liverpool: 2022[87]
- Bundesverdienstkreuz am Bande: 2024[88]
- Fair Play Preis des Deutschen Sports 2024[89]

## Trainerstatistik
| Mannschaft                                    | von                | bis                                             | Wettbewerb                     | Ergebnisse | Ergebnisse | Ergebnisse | Ergebnisse | Ergebnisse | Ergebnisse | Ergebnisse | Ergebnisse |
| Mannschaft                                    | von                | bis                                             | Wettbewerb                     | Sp.        | S          | U          | N          | T          | GT         | Diff.      | Gew. %     |
| --------------------------------------------- | ------------------ | ----------------------------------------------- | ------------------------------ | ---------- | ---------- | ---------- | ---------- | ---------- | ---------- | ---------- | ---------- |
| 1. FSV Mainz 05                               | 27. Februar 2001   | 30. Juni 2008                                   | Fußball-Bundesliga             | 102        | 29         | 28         | 45         | 130        | 159        | −29        | 28,4 %     |
| 1. FSV Mainz 05                               | 27. Februar 2001   | 30. Juni 2008                                   | 2. Fußball-Bundesliga          | 147        | 71         | 43         | 33         | 257        | 160        | +97        | 48,3 %     |
| 1. FSV Mainz 05                               | 27. Februar 2001   | 30. Juni 2008                                   | DFB-Pokal                      | 14         | 7          | 0          | 7          | 42         | 37         | +5         | 50 %       |
| 1. FSV Mainz 05                               | 27. Februar 2001   | 30. Juni 2008                                   | UEFA Cup                       | 2          | 0          | 1          | 1          | 0          | 2          | −2         | 0 %        |
| 1. FSV Mainz 05                               | 27. Februar 2001   | 30. Juni 2008                                   | UEFA Cup Qualifikation         | 4          | 3          | 1          | 0          | 8          | 0          | +8         | 75 %       |
| 1. FSV Mainz 05                               | 27. Februar 2001   | 30. Juni 2008                                   | gesamt                         | 269        | 110        | 73         | 86         | 437        | 358        | +79        | 41 %       |
|                                               |                    |                                                 |                                |            |            |            |            |            |            |            |            |
| Borussia Dortmund                             | 1. Juli 2008       | 30. Juni 2015                                   | Fußball-Bundesliga             | 238        | 133        | 56         | 49         | 469        | 248        | +221       | 55,8 %     |
| Borussia Dortmund                             | 1. Juli 2008       | 30. Juni 2015                                   | DFB-Pokal                      | 30         | 24         | 0          | 6          | 77         | 30         | +47        | 80,0 %     |
| Borussia Dortmund                             | 1. Juli 2008       | 30. Juni 2015                                   | Supercup                       | 4          | 2          | 0          | 2          | 10         | 8          | +2         | 50 %       |
| Borussia Dortmund                             | 1. Juli 2008       | 30. Juni 2015                                   | Champions League               | 36         | 17         | 6          | 13         | 61         | 47         | +14        | 47,2 %     |
| Borussia Dortmund                             | 1. Juli 2008       | 30. Juni 2015                                   | Europa League                  | 6          | 2          | 3          | 1          | 10         | 7          | +3         | 33,3 %     |
| Borussia Dortmund                             | 1. Juli 2008       | 30. Juni 2015                                   | Europa League-Qualifikation    | 2          | 2          | 0          | 0          | 5          | 0          | +5         | 100 %      |
| Borussia Dortmund                             | 1. Juli 2008       | 30. Juni 2015                                   | UEFA Cup                       | 2          | 1          | 0          | 1          | 2          | 2          | 0          | 50 %       |
| Borussia Dortmund                             | 1. Juli 2008       | 30. Juni 2015                                   | gesamt                         | 318        | 181        | 65         | 72         | 634        | 342        | +292       | 56,9 %     |
|                                               |                    |                                                 |                                |            |            |            |            |            |            |            |            |
| FC Liverpool                                  | 8. Oktober 2015    | Vertrag bis 30. Juni 2022 (Stand: 13. Mai 2019) | Premier League                 | 144        | 86         | 38         | 20         | 306        | 142        | +164       | 59,7 %     |
| FC Liverpool                                  | 8. Oktober 2015    | Vertrag bis 30. Juni 2022 (Stand: 13. Mai 2019) | EFL Cup                        | 13         | 7          | 1          | 5          | 29         | 18         | +11        | 53,8 %     |
| FC Liverpool                                  | 8. Oktober 2015    | Vertrag bis 30. Juni 2022 (Stand: 13. Mai 2019) | FA Cup                         | 10         | 3          | 3          | 4          | 13         | 12         | +1         | 30,0 %     |
| FC Liverpool                                  | 8. Oktober 2015    | Vertrag bis 30. Juni 2022 (Stand: 13. Mai 2019) | Champions League               | 25         | 14         | 5          | 6          | 63         | 28         | +35        | 56,0 %     |
| FC Liverpool                                  | 8. Oktober 2015    | Vertrag bis 30. Juni 2022 (Stand: 13. Mai 2019) | Champions-League-Qualifikation | 2          | 2          | 0          | 0          | 6          | 3          | +3         | 100,0 %    |
| FC Liverpool                                  | 8. Oktober 2015    | Vertrag bis 30. Juni 2022 (Stand: 13. Mai 2019) | Europa League                  | 13         | 6          | 5          | 2          | 17         | 11         | +6         | 46,2 %     |
| FC Liverpool                                  | 8. Oktober 2015    | Vertrag bis 30. Juni 2022 (Stand: 13. Mai 2019) | gesamt                         | 207        | 118        | 52         | 37         | 434        | 214        | +220       | 57,0 %     |
|                                               |                    |                                                 |                                |            |            |            |            |            |            |            |            |
| Karriere insgesamt                            | Karriere insgesamt | Karriere insgesamt                              | Liga                           | 631        | 319        | 165        | 147        | 1.162      | 709        | +453       | 50,6 %     |
| Karriere insgesamt                            | Karriere insgesamt | Karriere insgesamt                              | nationale Pokale               | 71         | 43         | 4          | 24         | 171        | 105        | +66        | 60,6 %     |
| Karriere insgesamt                            | Karriere insgesamt | Karriere insgesamt                              | internationale Pokale          | 92         | 47         | 21         | 24         | 172        | 100        | +72        | 51,1 %     |
| Karriere insgesamt                            | Karriere insgesamt | Karriere insgesamt                              | gesamt                         | 794        | 409        | 190        | 195        | 1.505      | 914        | +591       | 51,5 %     |
| Quelle: transfermarkt.de, Stand: 13. Mai 2019 |                    |                                                 |                                |            |            |            |            |            |            |            |            |

## Privates
Aus der Beziehung mit seiner ersten Ehefrau stammt der 1988 geborene Sohn Marc, der für den SV Darmstadt 98 und die zweite Mannschaft von Borussia Dortmund in der Regionalliga Fußball spielte sowie für eine Hamburger Sportagentur tätig ist. Seit dem 5. Dezember 2005 ist er mit seiner zweiten Ehefrau Ulla Sandrock verheiratet, einer Sozialpädagogin und Kinderbuchautorin. Sie brachte einen weiteren Sohn mit in die Ehe. Als Trauzeuge fungierte Klopps enger Freund David Wagner, ein ehemaliger Mitspieler des FSV Mainz 05. Klopp wiederum ist Patentonkel von dessen Tochter, der Sportjournalistin Lea Wagner.
Während seiner Zeit als Liverpool-Trainer lebte Klopp im nahegelegenen Küstenort Formby an der Irischen See. Seit der Rückkehr nach Deutschland wohnt das Paar in Wiesbaden-Sonnenberg und besitzt ein Anwesen in Santa Ponça, auf Mallorca.
Jürgen Klopp ist evangelischer Christ, der sich in der Öffentlichkeit häufig zu seinem Glauben bekennt. In verschiedenen Interviews, in dem Film Und vorne hilft der liebe Gott und in einem evangelikalen Buchprojekt beschrieb er sein Vertrauen auf Jesus Christus. Er engagierte sich auch als Reformationsbotschafter anlässlich des 500. Reformationsjubiläums 2017.

## Weiteres
Klopp ist Botschafter der Initiative Respekt! Kein Platz für Rassismus. Im September 2019 schloss er sich der Initiative Common Goal an, deren Mitglieder 1 % ihres Einkommens an soziale Projekte spenden.
Klopp nahm an der ZDF-Quizshow Verlieren Sie Millionen (1995) von Mike Krüger teil.
Im Musikvideo Komm hol die Pille raus des Kinderliederautors Volker Rosin übernahm er die Rolle eines mit Kindern bolzenden Vaters.
In dem Dokumentarfilm Trainer! (2013) des Regisseurs Aljoscha Pause kam Jürgen Klopp neben anderen Trainern zu Wort. Im Film Und vorne hilft der liebe Gott. (2016) von David Kadel ist Klopp Darsteller neben weiteren Profifußballern.
Im Oktober 2021 äußerte sich Klopp kritisch über die fehlende Corona-Impfbereitschaft im Profisport, besonders im Fußball. Ungeimpfte Spieler dürften nur vor Publikum spielen, da sich dort Menschen für eine Impfung entschieden und andere schützten. Und er sagte: „Ich habe mich nicht nur impfen lassen, um mich zu schützen, sondern um alle Menschen um mich herum zu schützen“.

## Dokumentarfilme
- NDR Sportclub Story: Jürgen Klopp: The Normal One in Liverpool (2017), 30 Min.[107]
- ZDF SPORTreportage: Jürgen Klopp – Die Dokumentation. Vom Schwarzwald auf Europas Fußballthron (2019), 44 Min.[108][109]
- TVNOW: King Klopp – Meistermacher, Motivator, Mensch (2020), 22 Min.[110]
- Prime Video: Im Film Und vorne hilft der liebe Gott. (2016) von David Kadel ist Klopp Darsteller neben weiteren Profifußballern, wie David Alaba, Davie Selke, Heiko Herrlich.[111]
- Prime Video: Klopp: The Inside Story[112][113]
- James Erskine: The End of the Storm (2020), 99 Min.[114]